# Liste der Stolpersteine in Ilmenau
Die Liste der Stolpersteine in Ilmenau enthält alle Stolpersteine, die im Rahmen des gleichnamigen Projekts von Gunter Demnig in Ilmenau verlegt wurden. Mit ihnen soll an Opfer des Nationalsozialismus erinnert werden, die in Ilmenau lebten und wirkten.

## Verlegte Stolpersteine
| Bild            | Standort Beschreibung                                                                                         | Name                                       | Geburtsdatum Ort           | Person, Inschrift | Adresse                      | Verlege- datum | Kurzvita |
| --------------- | --- | ------------------------------------------ | -------------------------- | --- | ---------------------------- | -------------- | --- |
|                 | Standort-Bild Vor dem Parkplatz an der Ecke Mühltor/Mühlgraben, gegenüber dem Wetzlarer Platz.                | Gabbe, Sally                               | 1874 Brzeźno Szlacheckie   | Hier wohnte Sally Gabbe Jg. 1874 deportiert 1942 Theresienstedt ermordet 23.4.1944                                           | Am Mühltor 2 ·               | 22. Mai 2007   | 1903 eröffnete der Bruder Max Gabbe, zweiter Vorsteher der jüdischen Gemeinde, in Ilmenau das „Berliner Warenhaus“. Sally eröffnete eine Korsettfabrik. Er heiratete Jeanette Baron und der Sohn Heinz (1903–1992) kam zur Welt. 1938 verstarb Jeanette in Ilmenau. Sohn Heinz wanderte mit seiner Frau nach Palästina aus. Sally verblieb in Ilmenau. 1938 wurde seine Korsettfabrik arisiert. Er wurde am 20.09.1942 nach Theresienstadt deportiert und dort 1944 durch Hungertod ermordet.                                                     |
| 3 Stolpersteine | Standort-Bild Gegenüber der Stadtbibliothek Ilmenau                                                           | Ortenberger, Jenny (geb. Frank)            | 1877                       | Hier wohnte Jenny Ortenberger geb. Frank Jg 1877 deportiert 1942 Ghetto Belzyce ermordet                                     | Bahnhofstraße 6 ·            | 6. Mai 2008    | Jenny Ortenberger war die Witwe des Tierarztes und Schlachthofdirektors Dr. Julius Ortenberger. Ihre Familie wurde 1942 im Sammeltransport nach Bełżyce verfrachtet. |
| 3 Stolpersteine | Standort-Bild Gegenüber der Stadtbibliothek Ilmenau                                                           | Ortenberger, Erich Stephan                 | 1898                       | Hier wohnte Erich Ortenberger Jg 1898 deportiert 1942 Ghetto Belzyce ermordet                                                | Bahnhofstraße 6 ·            | 6. Mai 2008    | Sohn von Julius & Jenny Ortenberger |
| 3 Stolpersteine | Standort-Bild Gegenüber der Stadtbibliothek Ilmenau                                                           | Ortenberger, Asta                          | 1901                       | Hier wohnte Asta Ortenberger Jg 1901 deportiert 1942 Ghetto Belzyce ermordet                                                 | Bahnhofstraße 6 ·            | 6. Mai 2008    | Tochter von Julius & Jenny Ortenberger |
| Stolperstein    | Standort-Bild Burggasse Richtung Innenstadt/bergab auf der rechten Seite                                      | Völlkopf, Wilhelm                          | 1873                       | Hier wohnte Wilhelm Völlkopf Jg. 1873 verhaftet Buchenwald eingewiesen 1941 ‘Heilanstalt’ Hildburghausen tot 21.9.1941       | Burggasse 11 ·               | 29. Mai 2010   | Wilhelm Völlkopf zog 1899 nach Ilmenau und hatte einen Klempnermeisterbetrieb. Er war ein engagierter Bibelforscher und verweigerte Wehrdienst und politische Stellungnahmen (Hitlergruß). Völlkopf wurde schließlich verhaftet und in das Konzentrationslager Buchenwald gebracht. Nachdem er unter den Haftbedingungen psychisch und körperlich erkrankt war, wurde er entlassen und kurz darauf in die ‘Heilanstalt’ Hildburghausen eingewiesen, wo er unter nicht endgültig geklärten Umständen verstarb.                                     |
| 3 Stolpersteine | Standort-Bild In der Mitte der Friedrich-Hofmann-Straße, an der Ecke zur Spitalgasse                          | Gronner, Samuel                            | 1885                       | Hier wohnte Samuel Gronner Jg. 1885 mehrmals ‘Schutzhaft’ Buchenwald deportiert 1942 Ghetto Belzyce ermordet                 | Friedrich-Hofmann-Straße 7 · | 6. Mai 2008    | Die Familie Gronner betrieb seit 1929 in Ilmenau ein Bekleidungsgeschäft. Der Sohn John Gronner konnte als Jugendlicher nach Palästina fliehen und lebt heute in den USA. Samuel Gronner wurde 1942 nach Bełżyce deportiert, wo sich die Spur verliert. Vermutlich starb er dort. |
| 3 Stolpersteine | Standort-Bild In der Mitte der Friedrich-Hofmann-Straße, an der Ecke zur Spitalgasse                          | Gronner, Helene (geb. Sandler)             | 1887                       | Hier wohnte Helene Gronner geb. Sandler Jg 1887 deportiert 1942 Ghetto Belzyce ermordet                                      | Friedrich-Hofmann-Straße 7 · | 6. Mai 2008    | Frau von Samuel Gronner. Auch sie wurde 1942 nach Bełżyce deportiert und vermutlich ermordet. |
| 3 Stolpersteine | Standort-Bild In der Mitte der Friedrich-Hofmann-Straße, an der Ecke zur Spitalgasse                          | Sandler, Wilhelm                           | 1876                       | Hier wohnte Wilhelm Sandler Jg. 1876 deportiert 1942 Theresienstedt ermordet 1944 in Auschwitz                               | Friedrich-Hofmann-Straße 7 · | 6. Mai 2008    | Bruder von Helene Gronner. Er war Gründer und Namensgeber des Familiengeschäfts. Er wurde 1942 nach Theresienstadt deportiert und 1944 in Auschwitz ermordet. |
| 3 Stolpersteine | Standort-Bild Naumannstraße Richtung Festhalle das letzte Haus auf der rechten Seite                          | Eichenbronner, Dr. Walter                  | 1902                       | Hier wohnte Dr. Walter Eichenbronner Jg 1902 deportiert 1942 Ghetto Belzyce ermordet in Majdanek                             | Naumannstraße 12 ·           | 22. Mai 2007   | Der jüdische Walter Eichenbronner besaß eine bekannte Anwaltspraxis in Ilmenau. Als er ab 1935 nicht mehr als Anwalt arbeiten konnte, zog er vorübergehend nach Paderborn, kehrte schließlich aber wieder nach Ilmenau zurück. Er und seine Familie wurden am 10.05.1942 nach Bełżyce deportiert und ermordet. |
| 3 Stolpersteine | Standort-Bild Naumannstraße Richtung Festhalle das letzte Haus auf der rechten Seite                          | Eichenbronner, Gisela                      | 11. Apr. 1932              | Hier wohnte Gisela Eichenbronner Jg 1932 deportiert 1942 Ghetto Belzyce ermordet                                             | Naumannstraße 12 ·           | 22. Mai 2007   | Tochter von Walter und Flora Eichenbronner |
| 3 Stolpersteine | Standort-Bild Naumannstraße Richtung Festhalle das letzte Haus auf der rechten Seite                          | Eichenbronner, Flora                       | 1906                       | Hier wohnte Flora Eichenbronner geb. Lichtmann Jg 1906 deportiert 1942 Ghetto Belzyce ermordet                               | Naumannstraße 12 ·           | 22. Mai 2007   | Frau von Walter Eichenbronner |
| 2 Stolpersteine | Standort-Bild Pfortenstraße von Teichweg Richtung Obertorstraße (Markt) auf der linken Seite                  | Zink, Karl                                 | 1910 Zella-Mehlis          | Hier wohnte Karl Zink Jg. 1910 verhaftet 1935 und am 1.9.1939 ‘Hochverrat’ hingerichtet 6.9.1940 Zuchthaus Berlin-Plötzensee | Pfortenstraße 21 ·           | 29. Mai 2010   | Karl Zink galt als führender Widerstandskämpfer im Kreis Ilmenau. Als für die Familie in Folge der Weltwirtschaftskrise durch Schulden und Arbeitslosigkeit ein sozialer Abstieg begann, trat Zink 1931 der KPD bei. Nach deren Verbot arbeitete Zink illegal weiter, worauf die erste Verhaftung 1935 erfolgte. Nach der Entlassung unterstützte Zink eine Ilmenauer Widerstandsgruppe. 1939 wurde diese bei der Gestapo denunziert und verhaftet. 1940 wurde er zum Tode verurteilt und durch Enthauptung hingerichtet.                         |
| 2 Stolpersteine | Standort-Bild Pfortenstraße von Teichweg Richtung Obertorstraße (Markt) auf der linken Seite                  | Zink, Walter                               | 1918 Ilmenau               | Hier wohnte Walter Zink Jg. 1918 verhaftet 1.9.1939 ‘Hochverrat’ Zuchthaus KZ Flossenbürg ???                                | Pfortenstraße 21 ·           | 29. Mai 2010   | Walter Zink, jüngerer Bruder von Karl Zink, wurde 1939 verhaftet und zu 5 Jahren Zuchthaus verurteilt. Am Ende dieser Zeit wurde er jedoch nicht entlassen, sondern der Gestapo Weimar überstellt. Das weitere Schicksal von Walter Zink ist weitgehend ungeklärt. |
| Stolperstein    | Standort-Bild An der Schleusinger Allee beim Hotel Tanne, kurz vor dem Kreisverkehr                           | Streiter, Emil                             | 1882                       | Hier wohnte Emil Streiter Jg. 1882 verhaftet 19.2.1944 wegen ‘Spionage’ Zuchthaus Brandenburg ermordet 10.7.1944             | Schleusinger Allee 22 ·      | 22. Mai 2007   | Der Musiker und Fotograf Emil Streiter wurde zusammen mit seinem Bruder Fritz Streiter, dem damaligen Kapellmeister der Stadt, von einer „[fanatischen] Nazi-Anhängerin“ denunziert und wegen defätistischer Äußerungen gegen Hitler und das Naziregime hingerichtet. |
| 3 Stolpersteine | Standort-Bild Schwanitzstraße Ecke Mühlgraben, in Richtung Kirchplatz/Markt auf der rechten Seite             | Münz, Jakob                                | 1888                       | Hier wohnte Jakob Münz Jg 1888 deportiert 1942 Ghetto Belzyce ermordet                                                       | Schwanitzstraße 7 ·          | 6. Mai 2008    | Die jüdische Familie Münz betrieb ein Ilmenauer Textilgeschäft. 1938 wurde Juden untersagt, jedwedes Gewerbe auszuüben. 1942 verlor er im KZ Majdanek sein Leben. Die Familie wurde ausgelöscht. |
| 3 Stolpersteine | Standort-Bild Schwanitzstraße Ecke Mühlgraben, in Richtung Kirchplatz/Markt auf der rechten Seite             | Münz, Johanna                              | 1897                       | Hier wohnte Johanna Münz geb. Hamberg Jg 1897 deportiert 1942 Ghetto Belzyce Majdanek ermordet 9.11.1942                     | Schwanitzstraße 7 ·          | 6. Mai 2008    | Frau von Jakob Münz. Gilt als umgekommen im Ghetto Belzyce. |
| 3 Stolpersteine | Standort-Bild Schwanitzstraße Ecke Mühlgraben, in Richtung Kirchplatz/Markt auf der rechten Seite             | Münz, Herbert                              | 1926                       | Hier wohnte Herbert Münz Jg 1926 deportiert 1942 Ghetto Belzyce Majdanek ermordet 9.11.1942                                  | Schwanitzstraße 7 ·          | 6. Mai 2008    | Sohn von Jakob und Johanna Münz. Musste durch Verbot mit 13 die Schule verlassen und wurde mit 17 deportiert. Verlor im KZ Majdanek sein Leben. |
| 4 Stolpersteine | Standort-Bild Straße des Friedens, kurz vor der Lindenstraße. Aus Richtung Lindenstraße auf der rechten Seite | Eichenbronner, David                       | 27. Feb. 1870 Wiesenbronn  | Hier wohnte David Eichenbronner Jg. 1870 entrechtet/gedemütigt Flucht in den Tod 18.10.1934                                  | Straße des Friedens 21–23 ·  | 22. Mai 2007   | Der jüdische Kaufmann David Eichenbronner zog 1901 mit seinem Bruder Siegmund (1872–1941) nach Ilmenau. Die Familie war gesellschaftlich gut integriert, Siegmund wurde Gemeindevorsteher der jüdischen Gemeinde Ilmenau. Die Brüder eröffneten 1907 ein Kaufhaus in der Ilmenauer Lindenstraße. 1933 riefen die Nazis zum Boykott jüdischer Geschäfte auf und die SA fotografierte Kunden. David Eichenbronner nahm sich 1934 das Leben. Seinen Enkel Peter Naumann (* 1934), den letzten Überlebenden der Familie, lernte er nicht mehr kennen. |
| 4 Stolpersteine | Standort-Bild Straße des Friedens, kurz vor der Lindenstraße. Aus Richtung Lindenstraße auf der rechten Seite | Eichenbronner, Mathilde (geb. Ortenberger) | 23. Feb. 1874 Klein-Karben | Hier wohnte Mathilde Eichenbronner geb. Ortenberger Jg 1874 deportiert 1942 Theresienstadt ermordet 17.10.1943               | Straße des Friedens 21–23 ·  | 22. Mai 2007   | Frau von David Eichenbronner. Schwester von Dr. Julius Ortenberger. 1942 nach Theresienstadt deportiert und 1943 ermordet. |
| 4 Stolpersteine | Standort-Bild Straße des Friedens, kurz vor der Lindenstraße. Aus Richtung Lindenstraße auf der rechten Seite | Naumann, Marie                             | 15. Feb. 1901 Ilmenau      | Hier wohnte Marie Naumann geb. Eichenbronner Jg 1901 deportiert 1943 Auschwitz ermordet 2.1.1944                             | Straße des Friedens 21–23 ·  | 22. Mai 2007   | Tochter von David und Mathilde Eichenbronner. Mutter von Peter Neumann, dem letzten Überlebenden der Familie. 1943 nach Auschwitz deportiert und 1944 ermordet. |
| 4 Stolpersteine | Standort-Bild Straße des Friedens, kurz vor der Lindenstraße. Aus Richtung Lindenstraße auf der rechten Seite | Eichenbronner, Mathilde (geb. Wesermann)   | 29. Juli 1876 Barnstorf    | Hier wohnte Mathilde Eichenbronner geb. Wesermann Jg 1876 deportiert 1942 Ghetto Belzyce ermordet                            | Straße des Friedens 21–23 ·  | 22. Mai 2007   | Schwägerin von David Eichenbronner (Ehefrau von Siegmund Eichenbronner) Mutter von Walter Eichenbronner 1942 nach Bełżyce deportiert und ermordet |